# 바람 바람 바람 (2018년 영화)
《바람 바람 바람》은 2018년에 개봉한 대한민국의 영화이다. 
영화의 원작은 2011년 체코 영화 《희망에 빠진 남자들》이며, 이병헌 감독은 "성숙해야할 나이임에도 성숙하지 못한 인간들의 일상과 일탈을 그린 영화"라고 소개하였다.

## 줄거리
20년 경력을 자랑하는 '바람'의 전설 '석근'(이성민)과 뒤늦게 '바람'의 세계에 입문하게 된 매제 '봉수'(신하균), 그리고 SNS와 사랑에 빠진 '봉수'의 아내 '미영'(송지효) 앞에 치명적인 매력을 가진 '제니'(이엘)가 나타나면서 걷잡을 수 없이 꼬이게 되는 코믹 이야기

## 캐스팅
- 이성민 : 석근 역
- 신하균 : 봉수 역
- 송지효 : 미영 역 - 봉수 아내
- 이엘 : 제니 역
- 장영남 : 담덕 역  - 석근 아내
- 고준  : 효봉 역 - 봉수업소의 쉐프
- 양현민 : 범수 역
- 유아름 : 40대 여인 역
- 한은선 : 30대 여인 역
- 이하늬 : 20대 당구장 종업원 역
- 이혜수 : 산부인과 의사 역
- 정서인 : 수산물 가게 아줌마 역
- 황미영 : 이탈리아 레스토랑 손님 1 역
- 최참사랑 : 이탈리아 레스토랑 손님 2 역
- 김영현 : 호텔 레스토랑 매니저 역
- 김성우 : 호텔 레스토랑 웨이터 역
- 김건 : 호텔 레스토랑 꼬마 역
- 김그림 : 호텔 레스토랑 여직원 1 역
- 이국선 : 호텔 레스토랑 여직원 2 역
- 허준석 : 노인대학 선생님 역
- 강신옥 : 노인대학 할머니 역
- 민효경 : 놀이공원 아줌마 역
- 이범찬 : 호텔 앞 불륜남 역
- 윤설 : 호텔 앞 불륜녀 역
- 강민지 : 호텔직원 1 역
- 유인선 : 호텔직원 2 역
- 김종신 : 호텔직원 3 역
- 이연우 : 호텔직원 4 역
- 김도연 : 산부인과 간호사 역
- 이지원 : 봉수 아기 역
- 성소윤 : 놀이공원 아기 역
- 강희수 : 노인대학 70대 할아버지 1 역
- 원길표 : 노인대학 70대 할아버지 2 역
- 오문석 : 노인대학 70대 할아버지 3 역
- 김기훈 : 노인대학 70대 할아버지 4 역
- 이석희 : 노인대학 70대 할아버지 5 역
- 강희봉 : 노인대학 70대 할아버지 6 역
- 안응부 : 노인대학 70대 할아버지 7 역
- 김승원 : 노인대학 70대 할아버지 8 역
- 진성주 : 노인대학 70대 할아버지 9 역
- 강종석 : 노인대학 70대 할아버지 10 역
- 강연순 : 노인대학 70대 할머니 1 역
- 오순자 : 노인대학 70대 할머니 2 역
- 허화선 : 노인대학 70대 할머니 3 역
- 지춘옥 : 노인대학 70대 할머니 4 역
- 이봉화 : 노인대학 70대 할머니 5 역
- 조병옥 : 노인대학 70대 할머니 6 역
- 송화자 : 노인대학 70대 할머니 7 역
- 강윤자 : 노인대학 70대 할머니 8 역
- 오경순 : 노인대학 70대 할머니 9 역
- 정석원 : 당구장 사장 역
- 김명준 : 당구장 손님 1 역
- 천성문 : 당구장 손님 2 역
- 정우영 : 당구장 손님 3 역
- 장준현 : 당구장 손님 4 역
- 백진환 : 당구장 손님 5 역
- 전광진 : 당구장 손님 6 역
- 박대영 : 당구장 손님 7 역
- 서재현 : 당구장 손님 8 역
- 김윤홍 : 당구장 손님 9 역
- 이동영 : 당구장 손님 10 역
- 지환규 : 당구장 손님 11 역
- 한승윤 : 당구장 손님 12 역
- 방주환 : 당구장 손님 13 역
- 김양균 : 당구장 손님 14 역
- 권영호 : 당구장 손님 15 역
- 유현종 : 당구장 손님 16 역
- 서성원 : 당구장 손님 17 역
- 이주한 : 당구장 손님 18 역
- 오규택 : 당구장 손님 19 역
- 엄지만 : 당구장 손님 20 역
- 강신구 : 당구장 손님 21 역
- 홍재성 : 당구장 손님 22 역
- 김욱 : 당구장 손님 23 역

## 같이 보기
- 2018년 대한민국의 영화 목록